# Clausius-Rankine-Kreisprozess

Clausius-Rankine-Prozess, Schaltbild

Clausius-Rankine-Prozess im p-v-Diagramm

Clausius-Rankine-Prozess im T-s-Diagramm

Der Clausius-Rankine-Kreisprozess ist ein thermodynamischer Kreisprozess, benannt nach dem deutschen Physiker Rudolf Julius Emanuel Clausius und dem schottischen Ingenieur William John Macquorn Rankine. Er dient als Vergleichsprozess für das Dampfkraftwerk in seiner einfachsten Konstellation mit Dampfturbine T, Kondensator Ko, Speisepumpe Sp und Kessel mit Überhitzer Ke. In Dampfkraftwerken wird mechanische Arbeit gewonnen, indem ein Arbeitsmittel (meist Wasser, beim Organic Rankine Cycle auch andere, z. B. Ammoniak oder Silikonöle) in einem geschlossenen Kreislauf abwechselnd durch Wärmezufuhr bei hohem Druck verdampft und nach Entspannung unter Abgabe von Arbeit durch Wärmeabfuhr bei niedrigem Druck kondensiert. Um das im Vergleich zum Dampf sehr geringe Volumen des Kondensats wieder gegen den Dampfdruck in den Kessel zurück zu fördern, muss die Speisepumpe nur einen Bruchteil der Arbeit aufbringen, die bei der Entspannung des durch die Überhitzung noch vergrößerten Dampfvolumens in einer Turbine oder einer Kolbenmaschine freigesetzt wird. Wie alle thermodynamische Kreisprozesse kann auch der Clausius-Rankine-Kreisprozess den Wirkungsgrad des entsprechenden Carnot-Prozesses nicht übertreffen, der wesentlich vom technisch beherrschbaren Dampfdruck bzw. der erreichbaren Temperatur abhängt.

## Die vier Zustandsänderungen
- 1 → 2 Adiabate Expansion des Dampfes in der Turbine (da Vergleichsprozesse idealisiert sind, also innerlich reversibel, ist der Verlauf isentrop).
- 2 → 3 Isobare Kondensation des Dampfes im Kondensator durch Kühlung mittels eines Kühlwasserkreislaufes (Die Isobare verläuft im Nassdampfgebiet isotherm).
- 3 → 4 Adiabate, ebenfalls isentrope Kompression durch die Kesselspeisepumpe, die das Kondensat in den Dampfkessel fördert.
- 4 → 1 Isobare Wärmezufuhr im Dampfkessel, wobei das Wasser zunächst bis zum Verdampfungspunkt erwärmt wird, dann verdampft (isotherm) und schließlich noch eine weitere Erwärmung, die sogenannte Überhitzung, erfährt.

## Wirkungsgrad
Aus dem T-s-Diagramm lässt sich ablesen, dass der größte Teil der Wärmezufuhr für die Verdampfung aufgebracht wird.
Vorteil des Dampfkraftprozesses gegenüber den Prozessen mit inerten Gasen ist die große spezifische Kreisprozessarbeit (in den Diagrammen der gelb gefärbte Bereich) wegen der geringen Arbeit der Speisepumpe (kleines spezifisches Volumen der Flüssigkeit). Das Verhältnis der spezifischen Volumina zwischen Sattdampf und flüssigem Wasser ist aus dem p-v-Diagramm nicht direkt ablesbar, da die Abszisse logarithmisch geteilt ist. Bei 50 bar ist es ca. 31, bei 0,03 bar ca. 46000.
Der Wirkungsgrad des Vergleichsprozesses berechnet sich mit:
{\displaystyle \eta _{\mathrm {CR} }={\frac {h_{1}-h_{2}-(h_{4}-h_{3})}{h_{1}-h_{4}}}}
für das Beispiel mit einem Frischdampfzustand von 50 bar bei 400 °C und einem Kondensatordruck von 0,03 bar ergibt sich:
{\displaystyle \eta _{\mathrm {CR} }={\frac {3197-1972-(106-101)}{3197-106}}=0{,}395}
Die Zahlenwerte in der Gleichung sind die Enthalpien in kJ/kg. Die Einheiten kürzen sich heraus. Die Differenz in der Klammer ist die Arbeit der Kesselspeisepumpe, nur etwa 0,5 Prozent der Turbinenarbeit.

## Verbesserungen
Der Prozess kann verbessert werden durch:
- Erhöhen des Frischdampfdruckes und der Frischdampftemperatur. Damit die Dampfnässe in der letzten Turbinenstufe nicht zu hoch wird, ist zusätzlich eine Zwischenüberhitzung erforderlich, die wiederum zur Wirkungsgradverbesserung beiträgt (vergl. Dampfkraftwerk).
- Speisewasservorwärmung durch Entnahmedampf aus der Turbine. Dadurch erhöht sich die mittlere Temperatur der Wärmezufuhr und der Wirkungsgrad nähert sich dem thermodynamischen Maximum des Carnot-Wirkungsgrades an. Deshalb nennt man solche und ähnliche Wirkungsgradverbesserungen Carnotisierung.

## Realer Prozess
Die übliche maximale Temperatur im fossil beheizten Dampfkraftwerk liegt heute bei 600 °C, der Druck bei 260 bar. Eine Zwischenüberhitzung ist dabei zwingend erforderlich. Der Druck im Kondensator liegt – abhängig von der Kühlung – bei etwa 0,03 bar (also Unterdruck) entsprechend einer Temperatur von etwa 25 °C. In Kernkraftwerken wird nur Sattdampf mit einer Temperatur unterhalb 300 °C erzeugt. Eine Überhitzung des Frischdampfes ist dort nicht möglich, lediglich eine Zwischenüberhitzung mittels Frischdampf.
Beim realen Kraftwerksprozess ist die Turbine zwar weitestgehend adiabat (vergl. Adiabate Maschine), aber durch Drossel-, Stoß- und Reibungsvorgänge (Dissipation) wird die Arbeit nicht vollständig an die Welle abgegeben, die Entropie nimmt zu. Bei großen Turbinen liegt der Gütegrad etwa bei 0,9. Weiter sind wirkungsgradmindernd die Strömungsdruckverluste in der Anlage, insbesondere im Kessel (keine isobare Vorwärmung und keine isobare bzw. isotherme Verdampfung, insbesondere keine isobare Überhitzung). Auch die Speisepumpe arbeitet nicht isentrop.

## Entgegengesetzter Prozess zum Kühlen

Kaltdampfprozess, Schaltbild

Kaltdampfprozess, T-s-Diagramm

Ein entsprechender Prozess in entgegengesetzter Richtung („linksläufig“) kann für Kältemaschinen und Wärmepumpen verwendet werden. In diesem Fall sind die Schritte im Kreislaufschema und im Diagramm rechts:
- 4 - 1 : Verdampfung auf niedrigem Temperatur- und Druckniveau (Wärmeaufnahme in Kühlschlangen, Qzu statt Qab)
- 1 - 2 : Kompression (z. B. Kompressor in Kühlschrank)
- 2 - 3 : Abkühlung, Kondensation und Unterkühlung auf hohem Temperatur- und Druckniveau (Wärmeabgabe Qab statt Qzu)
- 3 - 4 : Entspannung der flüssigen Phase, wobei eine teilweise Verdampfung erfolgt. (isenthalp)

Der letzte Schritt könnte theoretisch mit einer Turbine oder Kolbenmaschine adiabatisch durchgeführt werden, dann entspräche dieser ideale Prozess einem linksläufigen Clausius-Rankine-Prozess. In der Praxis verzichtet man bei Kompressionskältemaschinen allerdings auf den Energieertrag dieser Stufe (um 1 % des Gesamtumsatzes), um den Aufbau zu erleichtern. Eine Turbine für verdampfende Flüssigkeit wäre auch kaum zu realisieren. Deshalb wird über eine Drossel irreversibel entspannt, wobei die Enthalpie konstant bleibt. Im T-S-Diagramm liegt Punkt 4 dann schräg rechts unterhalb von Punkt 3, die nicht abgegebene Energie muss folglich nicht als Qzu wieder aufgenommen werden und die Leistungszahl reduziert sich etwas.